# Anderson Memorial Bridge
Die Anderson Memorial Bridge (üblicherweise, jedoch inkorrekt als Larz Anderson Bridge bezeichnet) ist eine Bogenbrücke im Bundesstaat Massachusetts der Vereinigten Staaten, die den Bostoner Stadtteil Allston mit Cambridge verbindet. Das Bauwerk befindet sich an der Stelle, wo zuvor die 1662 errichtete Great Bridge stand, die als erste Brücke den Charles River überspannte. Die heutige, 1915 fertiggestellte Brücke führt den Straßenverkehr aus Boston von der North Harvard Street über die John F. Kennedy Street bis zum Harvard Square in Cambridge.

## Name
Es wird häufig angenommen, dass die Brücke nach dem Geschäftsmann und Diplomaten Larz Anderson benannt wurde. Sie wurde auch tatsächlich von ihm errichtet, allerdings als Denkmal an seinen Vater Nicholas Longworth Anderson. Zum Bau der Brücke verwendete Larz Anderson einen Teil des Familienvermögens seiner Ehefrau Isabel Weld Perkins. Die Metropolitan Park Commission schrieb dazu im Jahr 1913:

“The Anderson Memorial Bridge replaces the inadequate, old wooden draw bridge which for many years had marked the former condition of the banks of Charles River. The new bridge was made possible by the gift of the Honorable Larz Anderson as a memorial to his father, a gallant general of the United States Army, Nicholas Longworth Anderson, renowned for his part in the American Civil War.”

„Die Anderson Memorial Bridge ersetzt die alte, unzureichende, hölzerne Zugbrücke, die für viele Jahre den ehemaligen Verlauf der Ufer des Charles River markierte. Die neue Brücke wurde durch das Geschenk des ehrenwerten Larz Anderson ermöglicht, der damit seinem Vater Nicholas Longworth Anderson, einem ritterlichen General der United States Army und Kämpfer im Sezessionskrieg, ein Denkmal setzte.“

## Planung
Die Brücke wurde vom Architekturbüro Wheelwright, Haven and Hoyt entworfen und unter der Verantwortung des Chefingenieurs der Metropolitan District Commission, John R. Rablin, fertiggestellt.

## Sanierung
Das Massachusetts Department of Transportation hat im Frühjahr 2012 im Rahmen seines Accelerated Bridge-Programms mit der Sanierung der Anderson Memorial Bridge begonnen. Im Rahmen der Arbeiten werden die Bögen repariert sowie die Brückengeländer, Bürgersteige, Beleuchtungen und die Fahrbahndecke ersetzt. Die Kosten der Sanierung werden auf 19,9 Millionen US-Dollar geschätzt. Das Ende der Bauarbeiten ist für Ende 2014 vorgesehen.

## Eigenschaften
Die Anderson Memorial Bridge besteht aus verstärktem Beton, der mit roten Backsteinen verkleidet ist. Die Wände sind so aufbereitet, dass sie die Illusion von grob behauenem Stein erzeugen. Die Brücke wurde im Design der Georgianischen Architektur errichtet, weist aber ebenfalls Einflüsse des Klassizismus auf. Diese Kombination verbindet das Bauwerk mit den anderen, den Charles River überspannenden Brücken sowie mit den nahegelegenen Gebäuden der Harvard University.
Gleich neben der Brücke befindet sich das zur Universität gehörende Weld Boathouse, weshalb die Brücke „ausreichend hohe Bögen besitzt, um die Durchfahrt jeglicher Arten von Vergnügungsbooten zu ermöglichen“. Das Bootshaus, aber auch ein Teil der Kosten der Brücke wurden aus dem hinterlassenen Erbe des Großindustriellen William Fletcher Weld finanziert, der im 19. Jahrhundert wirtschaftlich sehr erfolgreich war.